# Kyah Coady
Kyah Coady (30 augustus 2002) is een Amerikaans voetbalspeelster. Zij speelde vanaf seizoen 2020–21 in de Vrouwen Eredivisie voor VV Alkmaar. Vanaf 2022 speelde ze voor Telstar. Vanaf 2023 speelt Coady voor de San Jose State University in Californië.
Coady heeft Nederlandse familie, en kwam zo bij Alkmaar terecht.

## Statistieken
| Seizoen | Club       | Land      | Competitie         | Wedstrijden | Doelpunten |
| ------- | ---------- | --------- | ------------------ | ----------- | ---------- |
| 2020/21 | VV Alkmaar | Nederland | Vrouwen Eredivisie | 1           | 0          |
| Totaal  | Totaal     | Totaal    | Totaal             | --          | --         |

Laatste update: september 2020
1 Steen ·
2 Donker ·
3 Hermans ·
4 Takeshige ·
5 Ridder ·
6 Remijnse ·
7 Verhoeve ·
8 Gomez ·
9 Van Belen ·
10 Kira ·
11 Hassani ·
12 Van de Pol ·
13 Blomquist ·
14 Nottet ·
15 Daalman ·
16 Rispens ·
17 Lagcher ·
18 Vader ·
19 Vis ·
20 Tiebie ·
21 Berrevoets ·
22 Van den Heuvel ·
23 Van der Vlist ·
24 Ursem ·
41 Schoorl ·
Coach: Engelkes